# Jolanda di Savoia
Jolanda di Savoia – miejscowość i gmina we Włoszech, w regionie Emilia-Romania, w prowincji Ferrara.
Według danych na rok 2004 gminę zamieszkiwały 3353 osoby, 31 os./km². Stanowi najniżej położony punkt Włoch, leży 1 m p.p.m.